# 種村佐孝
種村 佐孝（たねむら すけたか、1904年12月9日 - 1966年3月10日）は、日本の陸軍軍人。最終階級は陸軍大佐。三重県出身。参謀本部戦争指導班長を務め、対ソ終戦工作にあたった。主著に『大本営機密日誌』。

## 概要
1925年（大正14年）7月、陸軍士官学校（37期）を卒業。1935年（昭和10年）11月、陸軍大学校（47期）を卒業。
太平洋戦争中、陸軍参謀本部戦争指導班長をつとめ、大本営の戦争指導にあたった。
戦争末期、対米降伏・和平交渉はアメリカの偽装であり、対米戦争の継続のためソ連同盟論を主張、対ソ終戦工作に従事する。
戦後にシベリア抑留に遭い、モンゴルのウランバートルにあった「第7006俘虜収容所」にて、共産主義革命のための特殊工作員として朝枝繁春、志位正二、瀬島龍三らとともに訓練を受ける。

## 著作
- 『大本営機密日誌』